# Puerto Banús
Puerto José Banús, powszechnie znana jako Puerto Banús – marina położona w regionie Nueva Andalucía, na południowy zachód od Marbelli, na hiszpańskim Costa del Sol. 
Została ona wybudowana w maju 1970 roku przez przyjaciela generała Franco i lokalnego dewelopera, José Banúsa, jako luksusowy port jachtowy i kompleks handlowy. Od tego czasu miejsce to stało się jednym z największych centrów rozrywki na Costa del Sol, odwiedzanym co roku przez 5 milionów turystów i cieszącym się popularnością wśród międzynarodowych gwiazd.
W wystawnym otwarciu kompleksu w maju 1970 r. uczestniczyli m.in. Aga Khan IV, reżyser Roman Polański, założyciel Playboya Hugh Hefner, dr Christiaan Barnard (pionier przeszczepów serca), a także książę Rainier i księżna Grace z Monako. Wydarzeniu towarzyszył zorganizowany z tej okazji koncert Julio Iglesiasa.